# Mereni (gmina w okręgu Covasna)
Mereni – gmina w Rumunii, w okręgu Covasna. Obejmuje miejscowości Lutoasa i Mereni. W 2011 roku liczyła 1324 mieszkańców.